# Teofil Codreanu
Teofil Codreanu (Bucarest, 1 de febrero de 1941-Bucarest, 10 de enero de 2016) fue un futbolista rumano que jugaba en la demarcación de centrocampista.

## Selección nacional
Jugó un total de tres partidos con la selección de fútbol de Rumania. Hizo su debut el 17 de junio de 1964 en un partido amistoso contra Yugoslavia que acabó con un resultado de 1-2 a favor del conjunto rumano. Su segundo partido fue de clasificación para la Copa Mundial de Fútbol de 1966 contra Turquía. Su tercer y último partido lo celebró el 26 de mayo de 1971 contra Albania para la clasificación hacia los Juegos Olímpicos de Múnich 1972.

## Clubes
| Club           | País    | Año       | Partidos | Goles |
| -------------- | ------- | --------- | -------- | ----- |
| Rapid Bucarest | Rumania | 1961-1973 | 258      | 39    |

## Palmarés

### Campeonatos nacionales
| Título          | Club           | País    | Año  |
| --------------- | -------------- | ------- | ---- |
| Liga I          | Rapid Bucarest | Rumania | 1967 |
| Copa de Rumania | Rapid Bucarest | Rumania | 1972 |